# 7472 Кумакірі
7472 Кумакірі (7472 Kumakiri) — астероїд головного поясу, відкритий 13 лютого 1992 року.
Тіссеранів параметр щодо Юпітера — 3,217.